# Eddy C. Bertin
Eddy C. Bertin (* 26. Dezember 1944 in Hamburg-Altona; † 19. Mai 2018) war ein belgischer Autor von Horror-, Science-Fiction- und Jugendliteratur.

## Leben
Bertin war der Sohn eines belgischen Vaters und einer deutschen Mutter. Er wurde 1944 in Deutschland geboren, aber die Eltern kehrten schon bald nach Belgien zurück.
Ende der 1960er Jahre begann er Horrorgeschichten und Science-Fiction zu veröffentlichen. Zu dieser Zeit arbeitete er als Bankangestellter. In den folgenden Jahrzehnten verfasste er eine große Zahl von Kurzgeschichten – Reclams Science-fiction-Führer spricht von 500 Erzählungen, nachgewiesen sind mindestens 175 –, die auch ins Englische und Französische sowie in weitere Sprachen übersetzt wurden. Eine relativ kleine Zahl wurde auch ins Deutsche übersetzt.
Von seinen Horrorgeschichten sind einige dem Cthulhu-Mythos zuzurechnen. Eine davon, Duisternis Is Mijn Naam (1978), ist in der von Edward P. Berglund herausgegebenen Anthologie The Disciples of Cthulhu enthalten, ins Deutsche übersetzt als Cthulhu’s Kinder.
Die englische Sammlung The Whispering Horror (2013) enthält weitere Erzählungen Bertins im Stil H. P. Lovecrafts.
Zu seinen Science-Fiction-Arbeiten gehört ein Kreis von Texten (Erzählungen, fiktive Sachtexte und Dokumente) in einer von Bertin entwickelten Zukunftswelt, in der die Menschen sich mit Hilfe der Erfindung der Membrane durch Raum und Zeit bewegen können.
Als een Eenzame Bloedvogel, die erste Erzählung aus diesem Membran-Universum, erschien 1976.
Ein Großteil der Texte aus der Membran-Welt erschien gesammelt in den drei Bänden Eenzame Bloedvogel (1976), De Sluimerende Stranden van de Geest (1981) und Het Blinde Doofstomme Beest op de Kale Berg (1983).
Mitte der 1980er wandte sich Bertin der Jugendliteratur zu.
Im deutschen Sprachraum ist er hauptsächlich als Autor der Grusel-Jugendbuchreihe um Valentina Hellebel bekannt. Bislang (Mai 2018) sind in der Reihe sieben Romane erschienen, die ersten vier davon in deutscher Übersetzung im Arena-Verlag. 1999 erschien dort auch Magier des Bösen, der die Bände 1 (Valentina und die dreizehnte Nacht) und 2 (Valentina und die blutroten Zimmer) enthält.
Für die Sammlung Derrière le mur blanc erhielt er 1978 den Preis der European Science Fiction Society.

## Werke
Romane
- Oog van de vampier (1973)
- als Edith Brendall: Das Zeichen des Vampir (Erber’s Grusel-Krimi Bd. 23, 1974)
- mit Bob van Laerhoven: De kokons van de nacht (1977)
- De schaduw van de raaf (1983)
- Metro van de Angst (1992)

Kurzgeschichten
Bertin hat über 175 Kurzgeschichten verfasst, hier nur die ins Deutsche übersetzten:
- The City, Dying (1968)
  - Deutsch: Die Stadt – sie stirbt. In: Herbert W. Franke (Hrsg.): Science Fiction Story Reader 8. Heyne, München 1977, ISBN 3-453-30443-8.
- De Achtjaarlijkse God (1969)
  - Deutsch: Der achtjährliche Gott. In: Ronald M. Hahn (Hrsg.): Die Tage sind gezählt. Heyne, München 1980, ISBN 3-453-30614-7.
- Als Twee Grote Witte Spinnen (1971)
  - Deutsch: Zwei weiße Spinnen. In: Richard Davis (Hrsg.): Der Totenvogel. Vampir Taschenbuch #24. Pabel, Rastatt 1975.
- De Lege Man (1972)
  - Deutsch: Der hohle Mann. In: Horst Pukallus (Hrsg.): Der hohle Mann. Heyne SF&F #3831. Heyne, München 1981, ISBN 3-453-30734-8.
- Ik Zou Wel Eens Willen Weten Wat Hij Wou (1972)
  - Deutsch: Was er wohl gewollt hat? In: Kurt Luif (Hrsg.): Grüße aus der Totengruft. Vampir Taschenbuch #18. Pabel, Rastatt 1975.
- De Raaff (1976)
  - Deutsch: Eine Frage des Überlebens. In: Ronald M. Hahn (Hrsg.): Die Tage sind gezählt. Heyne SF&F #3694. Heyne, München 1980, ISBN 3-453-30614-7.
- Duisternis Is Mijn Naam (1978)
  - Deutsch: Dunkelheit ist mein Name. In: Edward P. Berglund (Hrsg.): Cthulhu’s Kinder. Bastei-Lübbe, Bergisch Gladbach 1980, ISBN 3-404-70023-6.
- De Doodsdromen van Sybillia Sternenstaub (1985)
  - Deutsch: Die Todesträume der Sybillia Sternenstaub. In: Wolfgang Jeschke (Hrsg.): Wassermans Roboter. Heyne SF&F #4513. Heyne, München 1988, ISBN 3-453-02768-X.

Sammlungen
- De Achtjaarlijkse God (1971)
- Iets Kleins, Iets Hongerigs (1972)
- Derrière le mur blanc (französisch, 1977)
- Mijn Mooie Duisterlinge (1979)
- De Griezeligste Verhalen van Eddy Bertin (1984)
- Krijsende Muren (1998)
- The Whispering Horror (englisch, 2013)

Erzählungen aus der Membran-Welt:
- Eenzame Bloedvogel (1976)
- De Sluimerende Stranden van de Geest (1981)
- Het Blinde Doofstomme Beest op de Kale Berg (1983)

Valentina Hellebel (Gruselroman-Serie für Jugendliche)
- De dertiende nacht (1993)
  - Deutsch: Valentina und die dreizehnte Nacht (1997)
- Bloedrode kamers (1995)
  - Deutsch: Valentina und die blutroten Zimmer (1998)
- Overal Vuur (1996)
  - Deutsch: Valentina und die Wächter des Feuers (1998)
- Dorstige schaduwen (1997)
  - Deutsch: Valentina und der Fluch der Vampirkatzen (1999)
- Duivelse dromen (1999)
- Kille dromen (2001)
- Valentina's schaduwboek (2004)